# Power Paola
Power Paola (nascida Paola Andrea Gaviria Silguero ; Quito, 20 de junho de 1977)  é uma cartunista colombiano-equatoriana. É autora das memórias gráficas Virus Tropical (2011) , Por Dentro (2012), Diario (2013), qp (2014), Todo Va a Estar Bien (2015), Nos vamos (2016) e Todas as bibicletas que eu tive (2022).   Sua obra trata de temas como sexualidade, feminismo, família e identidade pessoal.
Ela é membro do coletivo internacional de quadrinhos Chicks on Comics. 

## Biografia

### Primeiros anos
Paola Gaviria, conhecida pelo pseudônimo de Power Paola, nasceu em Quito, Equador . Durante a gravidez de sua mãe, que passara por uma laqueadura, um médico insistiu que ela não estava grávida, mas fora vítima de um "vírus tropical".  Sua família se mudou para Cali, Colômbia quando ela tinha 13 anos e ela estudou na Fundación Universitaria de Bellas Artes em Medellín, onde foi cofundadora do coletivo de arte Taller 7.  Ela se descreve como uma " nômade " e desde então morou em Sydney, Paris, San Salvador e Bogotá, embora agora more em Buenos Aires . 

### Histórias em quadrinhos
Power Paola trabalhou inicialmente como pintora, depois começou a ler o trabalho de artistas de quadrinhos como Marjane Satrapi e Julie Doucet .  Começou a desenhar quadrinhos aos 27 anos, para se divertir e documentar sua vida enquanto trabalhava em uma cozinha em Sydney.  Inicialmente, ela publicou seus quadrinhos no Flickr e como zines impressos.  Em 2011, a editora argentina Editorial Comun publicou seu livro de memórias Virus Tropical, que conta a história da infância de Paola crescendo como uma filha rebelde em uma família colombiana conservadora dominada por mulheres fortes.  O livro foi recebido com elogios da crítica e republicado em inglês e francês pela Random House / Mondadori e em português pela Editora Nemo. Os críticos notaram seu estilo de desenho solto e voz íntima. Sobre  Virus Tropical, o crítico Josep Oliver disse: "Usando um estilo ingênuo fortemente expressivo, Paola cria uma história em quadrinhos muito pessoal, com uma voz feminina clara, que é um porta-estandarte da história em quadrinhos dessas latitudes." O revisor Abril Castillo Cabrera comparou a leitura do livro a uma visita a uma terapeuta, escrevendo que Power Paola cria "uma atmosfera que podemos acessar, uma história com começo e fim, uma elaboração de sua vida e uma ponte que tende para a vida dos outros que a lerem. " 
Seu trabalho foi exibido na Fundacion PROA em Buenos Aires como parte da exposição Chicks on Comics "Long Distance Relationship" em 2017. 
Virus Tropical se tornou um filme em 2017.   
Em 2022 lançou a HQ Todas as bicicletas que eu tive.